# Бейсебаев, Масымхан Бейсебаевич
Масымхан Бейсебаевич Бейсебаев (каз. Мәсімхан Бейсебайұлы Бейсебаев; 9 (22) ноября 1908, с. Ельтай, Верненский уезд, Семиреченская область, Российская империя — 23 июня 1987, Алма-Ата, Казахская ССР, СССР) — советский партийный деятель, Председатель Совета Министров Казахской ССР в разные годы, член ЦК КПСС в 1966—1971 годах.

## Биография
Родился 9 (22) ноября 1908 в селе Ельтай Верненского уезда Семиреченской области Российской империи (ныне Карасайского района Алматинской области Казахстана), в семье крестьянина-бедняка. Происходил из  Подрода Коралас рода Ботпай племени Дулат Старшего жуза.
С 1925 года студент Алма-Атинского сельскохозяйственного техникума, который окончил в 1931 году по специальности младший агроном.
В 1931 году назначается заведующим группой по защите растений наркомата земледелия Казахской АССР.
С 1931 года в Алма-Атинском тресте по борьбе с вредителями сельского хозяйства: начальник отдела кадров и организации труда; с 1932 года — заместитель директора треста.
Член ВКП(б) с 1932 года
С 1933 года директор сельскохозяйственного техникума в Алма-Ате.
С 1936 — инструктор сельскохозяйственного отдела ЦК Компартии Казахстана.
В 1937 — помощник первого секретаря ЦК Компартии Казахстана.
С 1937 года занимал пост заместителя заведующего, с 1939 — заведующего сельскохозяйственным отделом Алма-Атинского обкома партии.
С 1941 — политрук роты 977 стрелкового полка 230 стрелковой дивизии Южного фронта.
С 1942 — председатель Алма-Атинского облисполкома.
С 1943 — первый заместитель Уполномоченного наркомата заготовок СССР по Казахской ССР.
С 1946 — второй секретарь Акмолинского обкома партии.
С 1950 года слушатель Высшей партийной школы при ЦК ВКП(б), которую окончил в 1952 году.
С 1952 — первый секретарь Кокчетавского обкома партии.
С 1954 — заместитель председателя, а с 1955 — первый заместитель Председателя Совета Министров Казахской ССР.
С 1958 — первый секретарь Алма-Атинского обкома партии.
В сентябре — декабре 1962 — Председатель Совета Министров Казахской ССР.
С декабря 1962 — первый заместитель Председателя Совета Министров Казахской ССР.
С декабря 1964 — вновь назначается Председателем Совета Министров Казахской ССР.
С марта 1970 — персональный пенсионер союзного значения.
Одновременно в 1970—1971 годах директор Казахского НИИ лугопастбищного хозяйства.
Кандидат в члены ЦК КПСС (1961—1966). Член ЦК КПСС (1966—1971). Депутат Верховного Совета СССР 4-7 созывов.
Умер 23 июня 1987 в Алма-Ате. Похоронен на Кенсайском кладбище.

## Награды
Награждён медалью «За трудовую доблесть» (05.11.1940) «в связи с 20-летним юбилеем Казахской ССР, за достижения в развитии промышленности, сельского хозяйства, науки и искусства».